# Cycas tanqingii
Cycas tanqingii é uma espécie de cicadófita do género Cycas da família Cycadaceae, nativa do sudoeste de Yunnan (China) e norte do Vietname. Segundo dados de 2010, a população encontra-se estável.